# 静岡市立足久保小学校
静岡市立足久保小学校（しずおかしりつ あしくぼしょうがっこう）は、静岡県静岡市葵区足久保口組にある公立小学校。

## 沿革
- 1874年（明治7年）5月1日 - 足久保口舟沢に「篤信舎」設立[1]。
- 1886年（明治19年）8月1日 -　「安渓学校」足久保口分教室/足久保奥分教室と改名[1]。
- 1889年（明治23年）6月7日 - 「美和村立尋常小学校」足久保分教室[1]。
- 1891年（明治25年）5月4日 - 「美和村立足久保口尋常小学校/足久保奥尋常小学校」となる[1]。
- 1907年（明治40年）7月29日 - 「美和村立美和第三尋常小学校」と改称し、静岡市葵区足久保奥組741番地の1（現在地へ移転前の地番）へ移転。
- 1908年（明治41年）11月1日 - 「美和第三尋常高等小学校」と改称。
- 1941年（昭和16年）4月1日 - 国民学校令施行により、「美和村立第三国民学校」に改名。
- 1947年（昭和22年）4月1日 - 「美和村立美和第三小学校」と改称。
- 1954年（昭和29年）10月17日 - 創立80周年が美和村教育委員会主催で行われる。
- 1955年（昭和30年）6月1日 - 静岡市へ併合により、「静岡市立足久保小学校」となる。
- 1967年（昭和42年）3月4日 - 校歌を制定。
- 1968年（昭和43年）4月1日 - 校旗を制定。
- 1996年（平成8年）10月19日 - 学校統合90年式典（明治40年 美和第三尋常小学校より）。
- 2006年（平成18年）11月23日 - 学校統合100周年式典（明治40年 美和第三尋常小学校より）。
- 2022年（令和4年）4月1日 - 美和中学校敷地内に移転。

## 通学区域
葵区

| - 足久保奥組 | - 足久保口組 |

## アクセス
- しずてつジャストライン美和大谷線 ｢美和中学校前｣バス停留所から、徒歩5分